# Kristof Magnusson
Kristof Magnusson (né Kristof Weitemeier-Magnusson le 4 mars 1976 à Hambourg) est un écrivain et traducteur islando-allemand. Il habite à Berlin.

## Biographie
Après avoir suivi une formation de musicien d'église, Kristof Magnusson étudie l’écriture littéraire et scénique à Leipzig et Berlin ainsi que la littérature islandaise à Reykjavik.
Son œuvre contient non seulement des nouvelles, des essais et des reportages, mais aussi des romans et des pièces de théâtre.
Il s’est fait connaître par la comédie intitulée Männerhort (2002), qui a été jouée dans plus de 80 théâtres en Allemagne et à l’étranger (Crèche pour hommes, traduit de l’allemand par Johannes Honigmann, Arche Éditeur, Paris, 2003).
Son premier roman Zuhause (Retour à Reykjavik, traduit par Sébastian Gravier, Gaïa Éditions, Montfort-en-Chalosse, 2008) a été couronné par le prix littéraire autrichien de Rauris en 2006.
Das war ich nicht (C’était pas ma faute, traduit par Gaëlle Guicheney, éditions Métailié, Paris, 2011), son deuxième roman, est considéré comme « l'une des meilleures introductions à la compréhension de la Bourse » et plein d’« humour subtil ». L'adaptation du roman a été mise en scène au théâtre à Bâle, entre autres. En 2012, Kristof Magnusson était lauréat du Prix littéraire des Lycéens de l'Eurégio pour le roman et les traductions du livre en français et en néerlandais.
À sa parution, Urgences et sentiments (Arztroman en allemand), troisième roman de Kristof Magnusson, a été très remarqué par les médias. Il est paru en français dans la traduction de Gaëlle Guicheney en février 2018, aux éditions Métaillé. Élément central et point de départ du récit, le service des urgences d’une clinique berlinoise où exerce le Dr Anita Cornelius, médecin urgentiste. Dépeignant ses conflits professionnels et personnels, le roman traite au passage diverses thématiques telles que la santé publique ou le phénomène de la gentrification.